# Rasmus Steinsvik

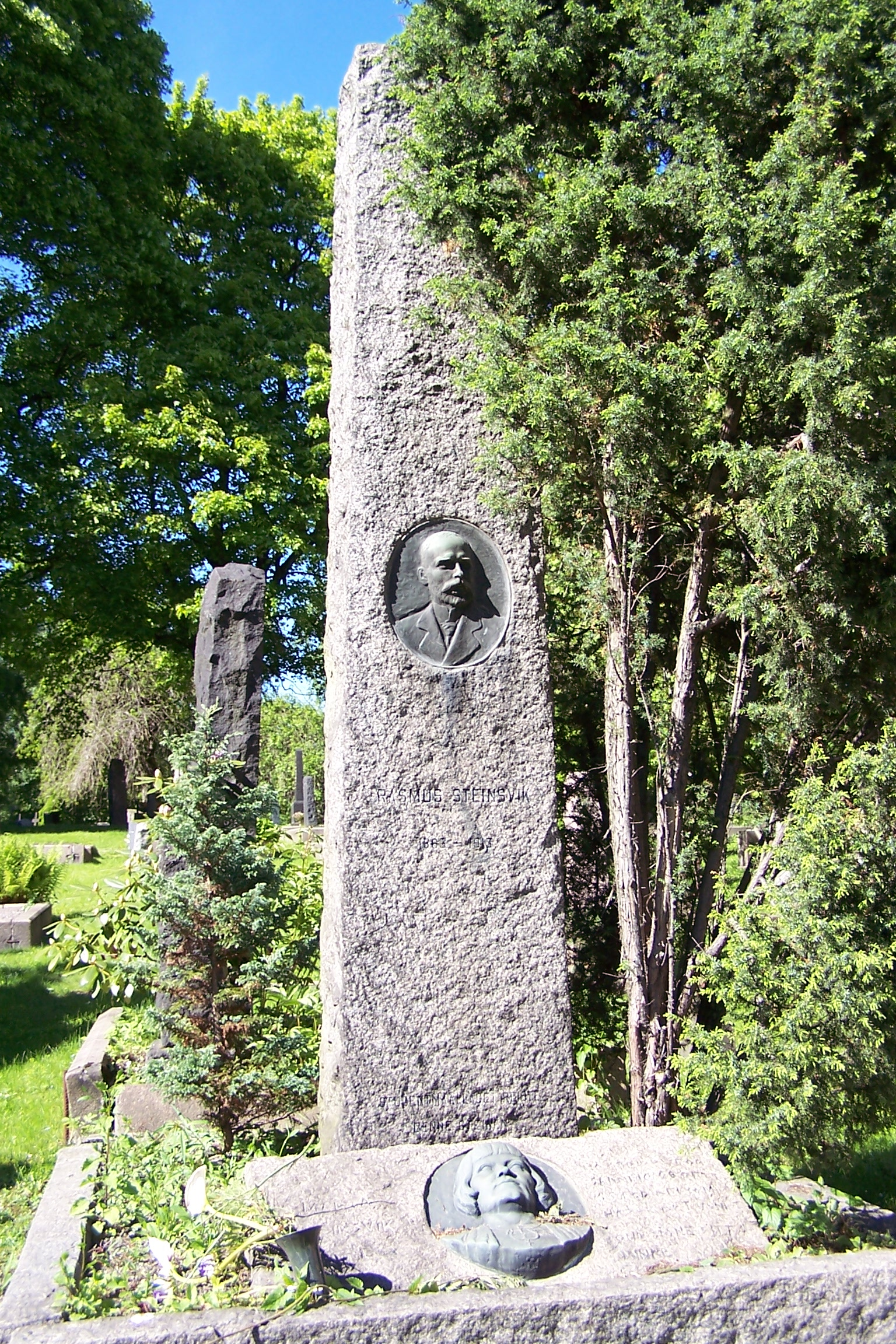
Steinsviks gravplats på Vår Frelsers gravlund i Oslo

Rasmus Olai Steinsvik, född 22 september 1863 i Dalsfjord, död 22 juni 1913 i Kristiania, var en norsk tidningsman. 
Steinsvik redigerade "Fedraheimen" (1889–91) och "Fjeld-ljom" (1892–93) samt uppsatte i januari 1894 "Den 17de mai", vars redaktör han var till sin död och som han gjorde till norska landsmålets huvudorgan. Han arbetade outtröttligt för landsmålet, men övergav småningom sin första anarkistiska åskådning. Jämte noveller och skisser inryms ett urval av hans bästa tidningsartiklar i Steinsviks Utvalde skrivter (tre band, 1916–17).